# Oceania: Live in NYC
Oceania: Live in NYC är en konsertfilm av den amerikanska rockgruppen The Smashing Pumpkins, utgiven på dvd och dubbel-cd den 24 september 2013. Den består av en inspelad konsert vid Barclays Center i New York den 10 december 2012, där bandet framförde albumet Oceania i sin helhet samt ytterligare 11 låtar, inklusive den nya låten "The Dream Machine".

## Låtlista
Låtarna skrivna av Billy Corgan, där inget annat anges.

### CD 1
1. "Quasar" – 5:05
2. "Panopticon" – 4:09
3. "The Celestials" – 3:50
4. "Violet Rays" – 4:34
5. "My Love Is Winter" – 3:37
6. "One Diamond, One Heart" – 3:54
7. "Pinwheels" – 5:52
8. "Oceania" – 10:09
9. "Pale Horse" – 4:35
10. "The Chimera" – 4:39
11. "Glissandra" – 4:31
12. "Inkless" – 3:03

### CD 2
1. "Wildflower" – 5:06
2. "Space Oddity" (David Bowie-cover) – 7:38
3. "X.Y.U." – 10:23
4. "Disarm" – 3:31
5. "Tonite Reprise" – 1:27
6. "Tonight, Tonight" – 4:21
7. "Bullet with Butterfly Wings" – 5:02
8. "The Dream Machine" – 7:01
9. "Hummer" – 7:13
10. "Ava Adore" – 5:11
11. "Cherub Rock" – 4:43
12. "Zero" – 6:01

## Medverkande
- Billy Corgan – sång, gitarr, keyboard
- Jeff Schroeder – gitarr, bakgrundssång
- Nicole Fiorentino – bas, bakgrundssång
- Mike Byrne – trummor, bakgrundssång